# Лакга Сінґх
Лакга Сінґх (гінді राणा लाखा; д/н — 1421) — магарана Мевару в 1382—1421 роках.

## Життєпис
Походив з династії Сесодія. Син Кшетри Сінґха. Посів трон 1382 року. Продовжив актвину зовнішню політику. Розширив свої володіння, вже на початку володарювання знищив Бератгарх — останню фортецю Делійського султанату в Раджастані, на руїнах якої він заснував Баднор. Невдовзі за цим (1384/1385 роках) в битві біля Баднору завдав рішучої поразки делійському султану Фіроз Шахом Туґхлаком. Потім Лакга Сінґх здійснив грабіжницький похід до Гаї в Біхарі. Домігся вільного проходу для прочан з Раджастану до цього місця, почавши його власним прикладом. За цим підкорив князівство Шехаваті, де панував раджпутський клан Шанхла. 
Також під час його панування було відкрито олов'яні та срібні копальні в Джаварі в країні, які значно збільшили державні статки. Завдяки цьому магарана розпочав значні будівельні проєкти: відбудував палаци та храми, зруйновані султаном Алауддіном Хілджі, розкопав водойми та озера, спорудив величезні вали, щоб загородити їхні води, побудував кілька фортець.
Наприкінці панування одружився з Гансою Кумарі, донькою Чунди Ратхор, раджі Мандору, хоча попередньо вона була призначена для його старшого сина Чунди. Невдовзі останнього змусив відмовитися від прав спадкоємства Меварського князівства, надавши тому володіння Бегу, а підклан Чунди отримав назву Чундаваті. 
Помер (або загинув під час нового походу) Лакга Сінґх 1421 року. Йому спадкував син від другого шлюбу — Мокал Сінґх.